# Everything Must Go (album de Manic Street Preachers)
Pour les articles homonymes, voir Everything Must Go.
Albums de Manic Street Preachers
The Holy Bible
(1994) This Is My Truth Tell Me Yours
(1998)
Everything Must Go est le quatrième album du groupe gallois de rock alternatif Manic Street Preachers, publié le 20 mai 1996 par Columbia Records.
C'est le premier album du groupe après la disparition du parolier et guitariste Richey Edwards.

## Liste des chansons
Toutes les paroles sont écrites par Nicky Wire (en) (sauf si annoté), toute la musique est composée par James Dean Bradfield et Sean Moore (en).
| No  | Titre                                                                                          | Durée |
| --- | ---------------------------------------------------------------------------------------------- | ----- |
| 1.  | Elvis Impersonator: Blackpool Pier (paroles de Wire/Edwards)                                   | 3:29  |
| 2.  | A Design for Life                                                                              | 4:16  |
| 3.  | Kevin Carter (musique par Bradfield/Moore/Wire, paroles d'Edwards)                             | 3:24  |
| 4.  | Enola/Alone                                                                                    | 4:07  |
| 5.  | Everything Must Go                                                                             | 3:41  |
| 6.  | Small Black Flowers That Grow in the Sky (musique par Bradfield/Moore/Wire, paroles d'Edwards) | 3:02  |
| 7.  | The Girl Who Wanted to Be God (paroles de Wire/Edwards)                                        | 3:35  |
| 8.  | Removables (musique par Bradfield/Moore/Wire, paroles d'Edwards)                               | 3:31  |
| 9.  | Australia                                                                                      | 4:04  |
| 10. | Interiors (Song for Willem de Kooning)                                                         | 4:17  |
| 11. | Further Away                                                                                   | 3:38  |
| 12. | No Surface All Feeling                                                                         | 4:14  |